# グラーフ・ツェッペリン級航空母艦
グラーフ・ツェッペリン級航空母艦とは、英独海軍協定がドイツとイギリスの間に結ばれた後、再軍備計画であるZ計画の一環として、1930年代半ばにエーリヒ・レーダー海軍元帥により建造が計画されたドイツ海軍の4隻の航空母艦である。実際に起工したのは2隻であったが、そのどちらも完成することは無かった。

## 概要
ドイツ海軍は日本の空母設計を研究した後に本計画を立案していた。それでもなおドイツの造船技術者達は、こうした艦船の建造経験の不足、北海における空母運用の実際状況、この艦船の作戦目標が全体的に明快さを欠いたことによって困難に直面した。この不明確さは、たとえば本級が巡洋艦並みの主砲を装備したことにも現れた。この主砲は通商破壊とイギリス巡洋艦に対する防御を想定したものだったが、アメリカと日本の空母設計ではこうした主砲は除去されていた。両国の空母は機動部隊において運用するという方針に沿って設計されており、他の巡洋艦から護衛されるため空母固有の重武装は不要で、艦載機の離着艦を混乱なく継続することができた。
ドイツ海軍とドイツ空軍間の政治的内紛、またドイツ海軍自体にも高官達の中で論争があったこと、さらにアドルフ・ヒトラーの興味が薄れたこと、これらが航空母艦建造の足枷となった。労働者や資材の不足によってさらに建造が遅延し、1939年にレーダーは空母の建造数を4隻から2隻へと減らした。それでもまだドイツ空軍では、空母運用のための最初の部隊となる操縦士達の訓練を行っており、航空作戦を準備していた。第二次世界大戦の勃発にともない、優先順位はUボート建造へと移行した。このため、「空母 A」「空母 B」と呼ばれていた建造中の艦のうち、「空母 B」が造船台から解体された。一方「空母 A」―グラーフ・ツェッペリンと命名された空母―はさしあたり研究が続けられたものの、1940年に中止が決定された。この空母のために予定された飛行部隊はこの時に解隊となった。
タラント空襲における航空機の役割、ドイツ戦艦ビスマルクの追撃戦、真珠湾攻撃とミッドウェー海戦は、現代の海上戦における航空母艦の決定的な有用性を示した。ヒトラーの許可により、残された空母の上で建造作業が再開された。進展は再び遅延したが、今度は空母で用いるために特に設計された新型航空機が必要だったこと、戦時情勢を考慮してこの艦を近代化する必要があったことによる。ドイツ海軍水上部隊の能力に対してヒトラーは幻滅し、これにより建造作業は最終的な停止に至った。この艦は戦争終了後にソビエト連邦によって接収され、1947年に標的艦として沈められた。その後現在に至るまで、未だにドイツ海軍は航空母艦の保有に至っていない。

## 設計と建造

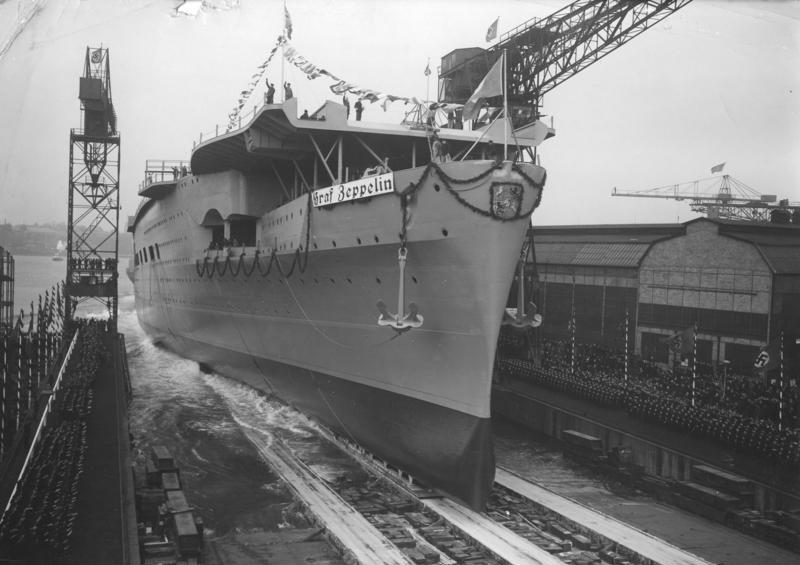
進水するグラーフ・ツェッペリン。1938年12月8日。

1933年以後、ドイツ海軍は航空母艦建造の可能性を調査し始めた。ヴィルヘルム・ハーデラーはベルリン工科大学で艦艇造船教授の助手を9年間務めており、1934年4月、彼は航空母艦の設計準備を計画するよう任命された。ハーデラーの最初の設計は艦載機を50機搭載できる22,000tの艦で、35ノットで航走した。英独海軍協定が1935年6月18日に結ばれ、ドイツは総排水量38,500tまでの航空母艦を建造できることになったとはいえ、ドイツの軍備はどのような軍艦のカテゴリーであれ、イギリスの総トン数の35%に制限された。その後、ドイツ海軍は35%の制限範囲内で2隻の船が建造できるよう、ハーデラーの設計を19,560tに縮小することを決定した。
設計スタッフ達は、新しい空母は水上の戦闘部隊に対して自らを防衛できる必要があると決めており、これには重巡洋艦なみの装甲防御が必要だった。駆逐艦から艦を防衛するためには、16門の15cm砲からなる砲座があれば十分であると判断された。1935年、アドルフ・ヒトラーはドイツが自国海軍の強化のために航空母艦を建造するであろうことを公表した。ドイツ空軍士官1名、海軍士官1名、さらに1名の造船技術者が、飛行甲板の設備の青写真を取得するため1935年の秋に日本を訪問し、さらに航空母艦赤城を視察した。ドイツはまた、イギリスの空母フューリアスの調査を試みたが成功しなかった。
グラーフ・ツェッペリンの竜骨は1936年12月28日に造船台に置かれた。この造船台には最近まで戦艦グナイゼナウが据えられていた。艦の建造はキールに所在するドイチェヴェルケの造船所が行った。2年後、海軍元帥エーリヒ・レーダーはZ計画と呼ばれる野心的な艦船建造計画を公表した。この計画では、北海においてイギリス海軍に挑戦できる地点までドイツ海軍を増強するものとしていた。Z計画の下、海軍は1945年までに妥当な兵力の一部として4隻の空母を保有するものとされた。この計画では、グラーフ・ツェッペリン級艦船のペアが最初の2隻となっていた。1939年3月1日、ヒトラーはこの建造計画を承認した。1938年、第2の航空母艦が暫定的な名称である「B」として発注され、キールにあるゲルマニアヴェルフトの造船所に置かれた。グラーフ・ツェッペリンは1938年12月8日に進水した。
艦の名称は硬式飛行船を実用化したフェルディナント・フォン・ツェッペリン伯爵に由来する。

## 設計

### 船体
グラーフ・ツェッペリン級の船体は19の水密区画に分割されており、ドイツ海軍では主要艦船のすべてにおいて標準的な構造だった。この艦の装甲帯は、機関部と後部弾薬庫の区画で100mmであるものが前部弾薬庫では60mmへと変化していき、さらに艦首では30mmまで徐々に減らされた。後部装甲は操舵機構を防護するために80mmを保っていた。艦内の主な装甲帯は20mm厚の魚雷防御隔壁だった。

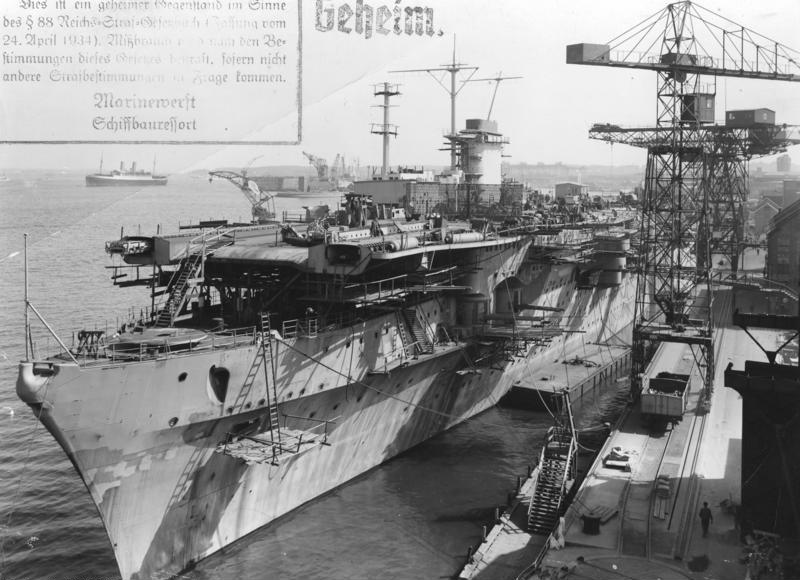
キールでのグラーフ・ツェッペリン、1940年6月。新しく作り直された艦首が示されている。この写真は機密とされた。

水平防御装甲は航空爆弾と砲弾の着弾に対するもので、飛行甲板から装備されており、これは主装甲甲板としても働いた。エレベーターシャフト周辺や通風筒などといったエリア以外の装甲は、通常20mm厚とされていた。エレベーターでは必要な構造強度を与えるために厚みが40mmに増強され、また重要な通風筒にはより良好な破片防御が施された。下部格納庫の下に装甲化された主甲板（またはトゥイーン・デッキ）があった。この装甲厚は、弾薬庫では60mmであるものが、機関部では40mmへと変動した。外面に沿ってこの装甲は45度の傾斜を作り、喫水線部分の下部装甲帯と結合された。
当初グラーフ・ツェッペリンの全長と全幅の比率は9.26:1であり、この結果、艦は細長いシルエットとなった。しかし1942年5月、当時の設計変更から蓄積された上部の重量によって、グラーフ・ツェッペリンの船体の両側面には大きなバルジの追加が必要となり、比率は8.33:1に減少した。また艦に、1942年以前に設計された空母としてはもっとも幅広な全幅を与えた。こうしたバルジは主としてグラーフ・ツェッペリンの安定性を改善するのに役立った。またこれらは艦にある程度の対水雷防御を与え、さらに選定された区画が約1,500tの余分の燃料油を貯められるよう設計されていたことから、艦の作戦行動範囲を増強した。
グラーフ・ツェッペリンの直船首は1940年初期に作り直され、より鋭角化したアトランティック・バウを追加しており、全体的な凌波性の改善を意図していた。これにより艦の全長が5.2m増した。

### 機関
グラーフ・ツェッペリン級の機関は、アドミラル・ヒッパー級重巡洋艦に用いられたものと同様のラ・モント高圧ボイラー16基で構成された。この機関の4組のギアードタービンは4本の推進軸と連結して200,000shpを発揮し、この空母を最大35ノットで航走させるものと予期された。1942年にバルジが追加される以前から、燃料油の最大貯蔵容量は5,000tとなっており、グラーフ・ツェッペリン級の行動半径は19ノットで15,400kmと算出された。ただし類似の機関を装備する艦船の戦時の経験によれば、こうした算定はかなり不正確であることが示されており、実際の作戦行動範囲はより相当に小さくなる傾向があった。
艦の中央線に沿い、艦首前部に2基のフォイト・シュナイダープロペラが装備された。これらは港湾内で艦を停泊させる際の補助を意図しており、またキール運河のような狭い水道でもうまく航行するためのものだった。このような場所では、空母の高い乾舷と速度8ノット以下での運動の困難さから、突風が運河の岸へと艦を押しやる可能性があった。緊急時、これらの装置は12ノット以下の速度で艦の操舵に用いられた。また、もし艦の主機が操作不能となった場合、穏やかな海域では4ノットの速度で艦を推進させることができた。不使用時、これらの装置は垂直のシャフトに格納され、防水カバーによって保護された。

### 飛行甲板および格納庫
グラーフ・ツェッペリンの飛行甲板は鋼製で、木の厚板で被覆され、242mの長さと最大30mの幅があった。艦尾のすぐ近くではわずかに丸みを帯びて下がり、主要な上部構造物におおいかぶさっていた。飛行甲板は鋼製の桁材で支持されていた。空母の艦首部分は開放された船首楼になっており、また飛行甲板の前端部分は不揃いだった。これは主に、カタパルト軌条の終端が突出していたためだった。ただ、おそらくこれが不当に空気の乱流を起こしたとは推測されていない。模型を用いた注意深い風洞実験による研究がそれを証明していたが、しかしまた試験者達はこうしたテストにおいて、艦が左舷側に横滑りを起こしたとき、長くて低い艦橋構造が飛行甲板を通過する渦流を生み出すことも明らかにした。これは航空作戦の実施時には受容できる危険であると考えられた。

#### 格納庫
グラーフ・ツェッペリン級の上部及び下部格納庫は、非装甲の側面と終端によって長く、また狭いものだった。作業場、保管所、および乗員の4分の1が格納庫の外側に配置され、イギリス空母と同様の設計上の特色となっていた。上部格納庫は長さ185m、幅18mの寸法で作られ、下部格納庫は長さ172m、幅16mだった。上部格納庫の高さの余裕が6mである一方、天井の支柱によって下部格納庫は0.3mほど頭上の空間が小さかった。使用できる格納空間の総面積は5,450平方mで、航空機41機が駐機できた。18機のフィーゼラーFi 167攻撃機が下部格納庫に置かれた。13機のユンカースJu 87C急降下爆撃機、そして10機のメッサーシュミットBf109T戦闘機が上部格納庫に置かれた。

#### エレベーター

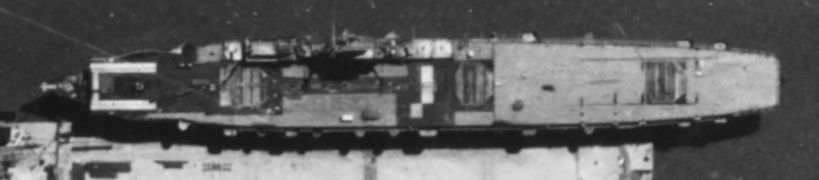
上部からの撮影、左端が艦首。8角形のエレベーターを3基装備。

グラーフ・ツェッペリン級は電気で作動するエレベーターを3基装備し、その位置は飛行甲板の中央線上に沿っていた。1基は艦首に近く、艦橋の前端と並んで配され、もう1基は艦の中央部、最後の1基は艦尾に置かれた。これらは8角形をしており、寸法は13m x 14mで、最大5.5tまでの航空機を甲板の間から間へと昇降できるよう設計されていた。

#### カタパルト
飛行機の発艦補助用として、ドイチェヴェルケ製の圧縮空気作動・伸縮式カタパルトが2基、飛行甲板の前端部分に内蔵された。これらは全長23mで、重量2,500kgの戦闘機を約140km/hまで、また重量5,000kgの爆撃機を130km/hまで加速するよう設計されていた。
軌条の二重セットがカタパルトの後方から前部・中央エレベーターまで通じていた。格納庫内では、クレーンにより艦載機が折り畳み可能な発艦用トロリーの上に吊られた。この方式はアメリカ海軍のエセックス級航空母艦でも提案されていたものの、時間がかかりすぎるとして却下された。それからこの艦載機とトロリーの複合体はエレベーター上を飛行甲板まで運ばれ、レールに沿ってカタパルトの始点まで転がされた。カタパルトが作動したとき、圧縮空気の噴流は、カタパルト軌条孔内部の可動するスライドウェイを前方へ推進させる。各カタパルトの艦載機が発艦した後、発艦用トロリーはスライドウェイの終端まで達するが、牽引用連結ケーブルが解除されるまでその場所で固定されたままとなる。一度スライドウェイがカタパルト軌条孔を引き戻され、牽引用ケーブルがフックを外れると、発艦用トロリーは手動で回収プラットフォーム上へ前進し、Bデッキ上で船首楼甲板に下げられ、それから軌条への第二回目のセットを行って再使用するため、上部格納庫へと戻された。使用しない場合、悪天候から守るためにカタパルト軌条には圧延金属板製の覆いがかけられた。
理論上はカタパルトの気蓄器が空になる前に、30秒に1機の率で18機の艦載機を発艦させることができた。それから気蓄器を充填するために50分を要した。圧縮空気を蓄えた2基の大型シリンダーは、2つのカタパルト軌条の間にある隔離された空間に配置された。この空間は飛行甲板よりは下であるものの、装甲された主甲板よりは上部にあった。こうした機器の配置決定は、戦闘で損傷を受ける潜在的な危険性に対して、軽い防御を与えるものでしかなかった。また発艦作業中、気蓄器の圧縮空気を開放する際の温度低下によって空気シリンダーの配管と制御設備が氷結するのを防ぐため、隔離区画内が電気によって摂氏20度まで加熱された。
当初からグラーフ・ツェッペリンの全艦載機はカタパルト発進の常用を意図していた。自力での発艦は緊急時や、カタパルトが戦闘で損傷し、もしくは機械の故障により操作できない際に行われた。この方針が厳守されたか、または後に飛行試験や実戦経験を基として改修されたかには疑問が付される。特に気蓄器の容量が限られること、また発艦の間に不可欠となる充填時間が長いことが挙げられる。しかしこうしたシステムの1つの利点として、グラーフ・ツェッペリンは艦を風に向けて航行させる必要がなく、また風が弱すぎて重たい艦載機に十分な揚力を与えられない状況下でも機を発艦できた。さらにこの艦は、艦載機の発艦と着艦を同時に実施できた。
迅速なカタパルト発艦を容易にし、また時間のかかるエンジンの暖機運転の必要性を除くため、格納庫の甲板上では最大8機までの艦載機が蒸気予熱器を用いて、空母からの発艦態勢を維持することができた。これらは艦載機のエンジンを摂氏70度の運転温度に維持できた。これに加え、エンジンオイルは専用の貯油槽で予熱され、それから発艦前の短時間のうちに手動ポンプにより艦載機のエンジンに入れられた。ひとたび艦載機がエレベーターで飛行甲板まで上がったとき、必要があれば、飛行甲板上のソケット部にコンセントをつなぐ電気予熱機を用いて機の油温を維持できた。このようにして、これらのエンジンをすでに通常の動作温度、またはその近辺に調整しておくことで、艦載機を即時カタパルト発進させることができた。

#### 制動装置
4基の制動索が飛行甲板の終端から船尾よりに置かれ、他にもう2基の緊急用ワイヤーが中央エレベーターの前後に設けられた。当初の設計図では前部エレベーターの前後に制動索4基のさらなる追加を示しており、可能な限り艦首を越えようとする艦載機の回収を意図していたが、おそらく艦の最終状態からはこれらが除去された。夜間着陸の補助のため、制動索はネオン照明によって輝かせることとなっていた。

#### 遮風柵
全高4mでスリットの開かれた鋼製遮風柵が2基、中央エレベーターと前部エレベーターの前後に内蔵された。これらは装置の後方約40mに渡り、飛行甲板上の風速を減らすよう設計されていた。使用されない場合、これらの装置の上を艦載機が通過できるよう、甲板に着くまで倒して低めることができた。

#### 艦橋
グラーフ・ツェッペリンの右舷の艦橋には、指揮および航法艦橋と海図室が収容された。また艦橋は3基の探照灯、ドームが付いて自動安定化された4基の火器管制方位盤、さらに大型の垂直煙突のプラットフォームとしても機能した。艦橋の重量を補うため、飛行甲板と格納庫が長軸に対し左舷側へ0.5mずらされた。1942年には、丈の高い戦闘機指揮塔、航空探知用レーダーアンテナ、そして煙突のための湾曲したキャップを含む追加設計が提案された。後者は装甲化された戦闘機指揮室から煤煙と排気流を遠ざけようと意図したものである。

### 兵装

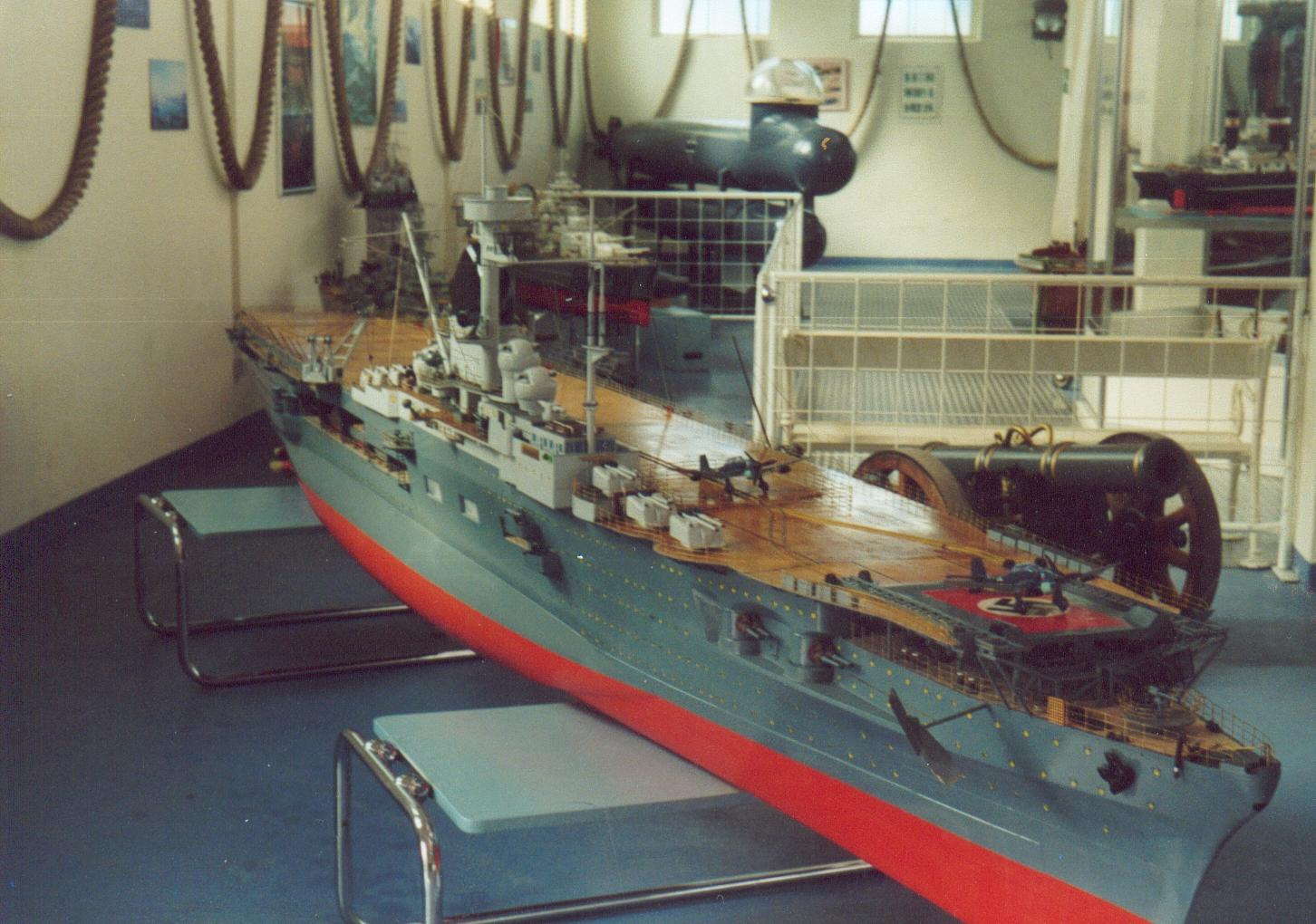
シュパイアー技術博物館に展示される、完成状態のグラーフ・ツェッペリン。兵装の配置が示されている。

グラーフ・ツェッペリンは対空防御と対艦防御のために、高射角・低射角とに分けられた火砲で武装することとされた。当時の主な海軍の多くは両方の目的に使える対空兵器へと切り替わっており、また水上の脅威から自軍の空母を守るには護衛艦に頼っていた。この艦の主な対艦兵装は、16門の15cm砲を、8個の装甲化された砲郭にペアで収容するものだった。これらは2基ずつが空母の上部格納庫の四隅に据えられたが、この配置は、ことに前部砲郭が荒れた海の波浪で洗われることになる可能性を高めた。
主任技術者ハーデラーの元来の計画では、こうした兵器はただ8基のみ空母に載せるというもので、単装砲を4基ずつ両側面に据えた。しかしながら海軍兵器局は彼の提案を誤解し、スペースの節約のためにこれらを連装とした上、砲門数を2倍の16門に変えた。この結果、弾薬庫を増強し、またこれを運用するためには電動操作によるホイスト設備がさらに必要になった。後のグラーフ・ツェッペリンの建造では、これらの砲を除去して10.5cm砲に換装し、飛行甲板直下のスポンソンに搭載するという幾つかの考えが挙げられた。しかしこうした変更に応えるために必要な構造修正は、艦の設計に大きな変更を要求して困難であり、時間がかかりすぎると判断され、問題は棚上げされた。
主な対空防御は12門の10.5cm砲であり、6基の砲塔にペアで搭載された。これらのうち3基は空母の艦橋前方に配置され、また3基は後方に配された。これらの砲が左舷側に発砲した際は、爆風で飛行甲板上に駐機した艦載機に損傷を及ぼす可能性があり、これは避けられない危険だった。また砲戦中にはどのような飛行作業でも制限を受けることとなった。
グラーフ・ツェッペリン級航空母艦の第二の対空兵装は、飛行甲板の端に沿ってスポンソンを設け、この上に据えられた11基の3.7 cm SK C/30連装砲で構成された。4基は右舷側に、6基が左舷側、そして1基が船首楼に装備された。それに加え、7挺の20mm MG C/30機関銃が単装形式の基部に収容され、空母の両端に配置された。4挺は左舷側、3挺は右舷側である。これらの機関銃は後に四連装装備へと変更された。

## トラーフェミュンデでの飛行試験
1937年、グラーフ・ツェッペリンからの発艦が翌年末に予定され、バルト海沿岸のトラーフェミュンデに置かれたドイツ空軍の実験的な試験用設備では、試作された空母艦載機のテストを行うという長期計画が始められた。こうした第三帝国の試験設備は4つあり、これはそのうちの1つで、本部はレヒリンに置かれていた。この試験には模擬的な空母への発着艦を実行し、将来の空母搭乗員を訓練することが含まれていた。
この滑走路にはグラーフ・ツェッペリンの飛行甲板の輪郭線が塗装された。さらにそれから、滑走路を横切って吊された制動索の上を通り、甲板へ降着するシミュレーションが行われた。制動索は、DEMAG社（Deutsche Maschinenfabrik A.G. Duisburg）によって製造された電気機械式制動装置に装着された。この試験はハインケルHe 50、アラドAr 195、そしてアラドAr 197の機体を使用して1938年3月から始められた。この後、ブレーメンのアトラス・ヴェルケがさらに強力な制動ウィンチを供給し、フィーゼラーFi 167やユンカースJu 87といった、より重量のある航空機が試験されるようになった。当初のいくらかの不具合の後、ドイツ空軍の操縦者たちは1,800回の試行の内、1,500回の制動をともなう降着に成功した。
トラーフェ川の河口につながれた長さ20mの艀に空気式カタパルトを搭載し、これを用いて発進が練習された。ハインケル社設計のカタパルトは、ドイチェヴェルケ・キール（DWK）によって製造され、風の状況によっては航空機を速度145km/hに加速することができた。グラーフ・ツェッペリン上と同じ方法を意図し、試験飛行機はまずクレーンによって折り畳み可能な発進用トロリーの上に吊り上げられた。
カタパルトの試験計画は1940年4月に開始され、また5月上旬までに36回の発進が実施された。後の研究のために全てが注意深く文書化され、記録撮影された。17回はアラドAr 197、15回は改修されたユンカースJu 87Bにより、また4回はメッサーシュミットBf 109Dを使用した。更なる試験が続行され、6月までにドイツ空軍当局はカタパルトシステムの性能に完全に満足していた。

## 搭載航空機

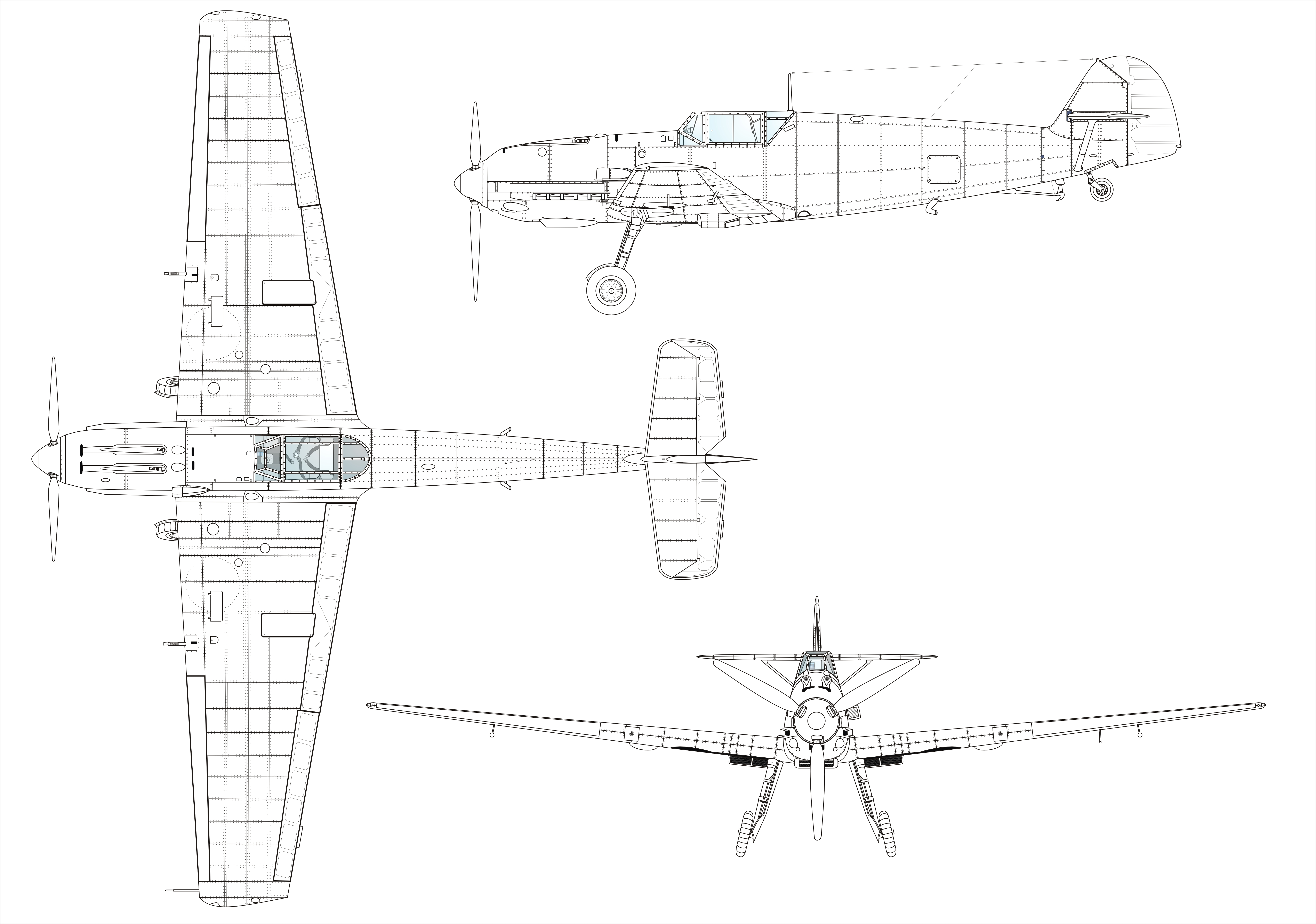
Bf 109T-1の三面図

グラーフ・ツェッペリン級航空母艦に期待された役割とは遠洋航行中の偵察用プラットフォームであり、またこの艦に当初計画されていた航空部隊にはこれが強調され、反映されている。20機のフィーゼラーFi 167複葉機は偵察と雷撃のためのもので、10機はメッサーシュミットBf 109戦闘機、また13機はユンカースJu 87急降下爆撃機とされた。後、日本やイギリス、アメリカ合衆国の空母ドクトリンが純粋な偵察用途を離れ、攻撃的な戦闘任務へと移ったように、これは30機のBf 109戦闘機と12機のJu 87急降下爆撃機に変更された。

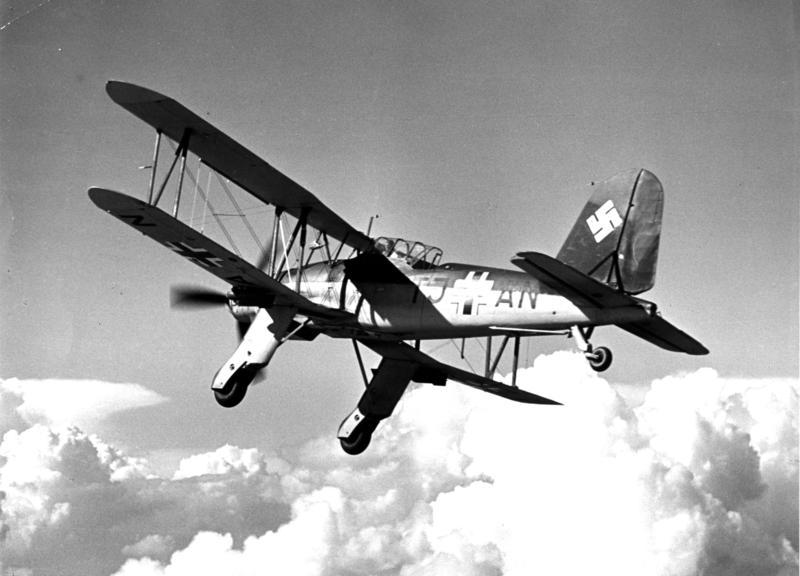
フィーゼラーFi 167。量産前の機体12機のうちの第5機で、試験飛行中に雲を背景としてバンクしている

1938年後期、ドイツ航空省技術局はメッサーシュミット社のアウクスブルク設計局に対し、Bf 109E戦闘機の空母艦載機バージョンの計画を作成するよう求め、これはBf 109Tと呼ばれることとされた。Tはトレーガー、空母を示す。グラーフ・ツェッペリンの作業が4月に終わった時から1940年12月までに、ドイツ航空省では空母搭載用のBf 109Tを7機のみ完成させ、そして残余の機体は陸上機型のT-2として終了させることを決定した。そしてまた、この空母が近い将来に何らかの任務を得ることには、ほぼ見込みがないように思われた。グラーフ・ツェッペリンの作業が停止されたとき、T-2はノルウェーに配備された。1941年末、グラーフ・ツェッペリンの完成について関心がよみがえったとき、生き残りのBf 109T-2は最前線の任務から後退させられ、空母での任務にあたる可能性のため、これらの機体は再び準備についた。7機のT-2がT-1の基準に改修され、1942年5月19日にドイツ海軍へと譲渡された。12月までに合計48機のBf 109T-2がT-1に改修された。このうち46機は東プロイセンのピラウに配備され、空母搭載用の予備機となっていた。しかし1943年2月までにグラーフ・ツェッペリンの全ての作業が中止され、そこで航空機は4月にドイツ空軍の任務に復帰した。
グラーフ・ツェッペリンの作業が1940年5月に中止されたとき、完成した12機のFi 167sはさらなる操作上の審査を行う目的で「試験中隊167」に組織された。2年後、空母の作業が1942年5月後半に再開された頃、Fi 167はもはや意図した役割に適切な機体と考えられておらず、技術局はこれをユンカースJu 87Dを改修した攻撃機バージョンと代替することに決定した。量産前の試作機体として10機のJu 87C-0が製造され、レヒリンおよびトラーフェミュンデの試験施設に送られた。ここで機体はカタパルト発進や飛行甲板への模擬降着を含む、広範な実用試験を受けた。170機のJu 87C-1の発注のうち、しかし数機のみが完成するに留まり、1943年2月のグラーフ・ツェッペリンの作業中止によって全命令が取り消される結果となった。既に製造された機体、また製造中の機体はJu 87B-2に改修された。
1942年初期には既に、地中海における対艦作戦用としてJu 87Dの攻撃機バージョンの開発作業が開始されていた。この時点ではグラーフ・ツェッペリンが完成されるかもしれないとの可能性が再び現れていた。今やフィーゼラーFi 167は旧式であると考えられ、技術局はユンカース社に対し、Ju 87D-4を雷爆撃と偵察の可能な艦載機として改修するよう求め、これはJu 87E-1と呼ばれることとされた。しかし1943年2月、グラーフ・ツェッペリンの今後の全作業は永久に終了し、全ての命令も取り消された。魚雷を搭載するよう改修されたJu 87Dのうち、1機も実用されることはなかった。また1942年5月、グラーフ・ツェッペリンの作業が再開されたとき、古いBf 109T艦上戦闘機は旧式であると考えられた。1942年9月までには新型戦闘機であるMe 155の設計詳細が完成した。グラーフ・ツェッペリンが少なくともあと2年は任務に就く見込みがなくなったとき、メッサーシュミット社は非公式に、戦闘機の設計計画を棚上げするよう告げられた。この飛行機の艦載機バージョンが試作されることはなかった。
グラーフ・ツェッペリンの進水日の4カ月前である1938年8月1日、ドイツ空軍ではリューゲン島に最初の空母航空隊を開隊し、「トレーガーグルッペI/186」と呼称された。この部隊は3個中隊から構成され、空母2隻が完成した際には任務に従事することになっていた。しかし10月には、造船所での建造遅延により、いつ2隻の空母が海上公試の準備に入れるのかという疑いが与えられ、航空隊が大きすぎ、維持費用が高くつくと考えられた事から解隊の結果に終わった。代わりに同年11月1日、1個戦闘機中隊が編成され、「6./186」としてハインリッヒ・ゼーリガー大佐の指揮下に置かれた。後に1個爆撃機中隊が加えられ、Ju 87Bを装備する「4./186」としてブレットナー大佐の指揮下に置かれた。6カ月後の1939年7月、第二の戦闘機中隊「5./186」が編成されてゲルハルト・カドゥ中尉の指揮下につき、「6./186」のパイロットが幾人か基幹要員として選抜された。8月までに3個中隊が「トレーガーグルッペII/186」として再編成され、ヴァルター・ハーゲン少佐の指揮下に置かれた。このとき、グラーフ・ツェッペリンは1940年の夏までに実用試験の準備を終えるものと想定されていた。

## 建造・計画艦

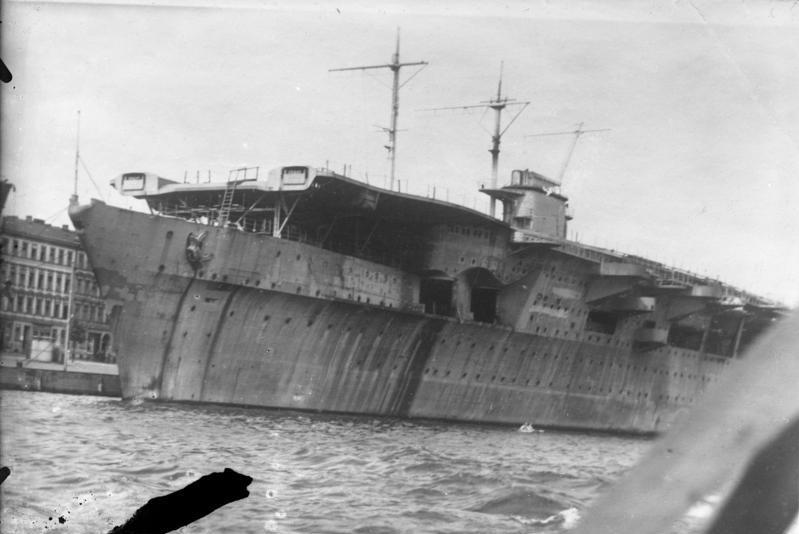
1941年中頃、シュテティンに停泊するグラーフ・ツェッペリン。改修されたアトランティック・バウ、2基の15cm砲用の砲郭開口部、折り畳み式のマスト、飛行甲板には2機のカタパルト軌条の終端部分などが確認できる。

ドイツ海軍の2隻の航空母艦は当初から断続的に建造された。理由は溶接工の不足と資材の入手が遅れたことによる。

### 空母 A（グラーフ・ツェッペリン）
空母 Aは1936年に作業が開始された。この艦は同年12月28日に起工し、1938年12月8日に進水した。1940年4月の時点で艦は未完成であり、この時の戦略的な情勢の変化によって艦の建造作業は中止されるに至った。しかし1942年の春、現代の海上戦における空母艦載機の有用性が充分に示された。1942年5月13日にヒトラーの許可が下り、ドイツ海軍最高司令部は空母の作業再開を命じた。
技術的な問題、例えば空母での運用のために特別に設計された、より新型の航空機の需要や、近代化改修の必要性から進行は遅延した。ドイツの海軍幹部は1943年8月までにこうした変更が全て完成されることを期待した。また空母の初の海上公試は同年8月に行われる予定だった。しかし1943年1月下旬にはヒトラーがドイツ海軍を強く見離しており、特に彼は海上艦隊の貧弱な性能を認めたため、彼は全大型艦艇を任務から引き下げて解体を命じた。1943年2月2日、空母の建造作業は永久に停止された。
グラーフ・ツェッペリンは次の二年間をバルト海の各所の港で無為に過ごした。1945年4月25日、ソ連赤軍が侵攻するより先にこの艦はシュチェチン（現ポーランド）で自沈した。艦はその後ソ連の手で浮揚し、射撃訓練用に使われて1947年に沈んだ。2006年、ポーランドの研究家により、ヘル半島の端部に位置するヴワディスワヴォヴ沖合のバルト海で艦の残骸が発見された。

### 空母 B
1938年、この艦を建造する契約がキールにあるフリードリッヒ・クルップ・ゲルマニアヴェルフトと結ばれ、進水日は1940年7月1日と予定された。空母 Bの作業開始は1938年だったものの、1939年9月19日に中断された。この理由は今やドイツがイギリス及びフランスと戦争を行い、優先順位がUボートの建造に移ったことによる。船体部分は装甲甲板まで完成しており、造船台の上で1940年2月28日まで放置された。この時点でレーダー提督はこの艦を解体、廃棄するよう命令した。スクラップ作業は4カ月後に完了した。
ドイツ海軍では決して進水前の艦艇に名前を与えておらず、そのためこの艦にはただ「B」という呼称のみが与えられた。「A」はこれ以前に進水したグラーフ・ツェッペリンのものである。完成した場合、この航空母艦は第一次世界大戦時にドイツ海軍の飛行船部隊を指揮したペーター・シュトラッサーにちなんで名付けられることになっていた。

### 空母 C及びD
1937年、ドイツ海軍ではグラーフ・ツェッペリン級航空母艦の2隻の追加建造を計画し、公式な呼称はCおよびDとされた。これらの空母は両方とも1943年の実用化が予定された。しかし1938年の末にはこうした空母のうち2隻のみが建造されるよう計画が変更された。加えて、どんな追加部隊であれ、それらはより小型の空母とされた。